# Peugeot Expert

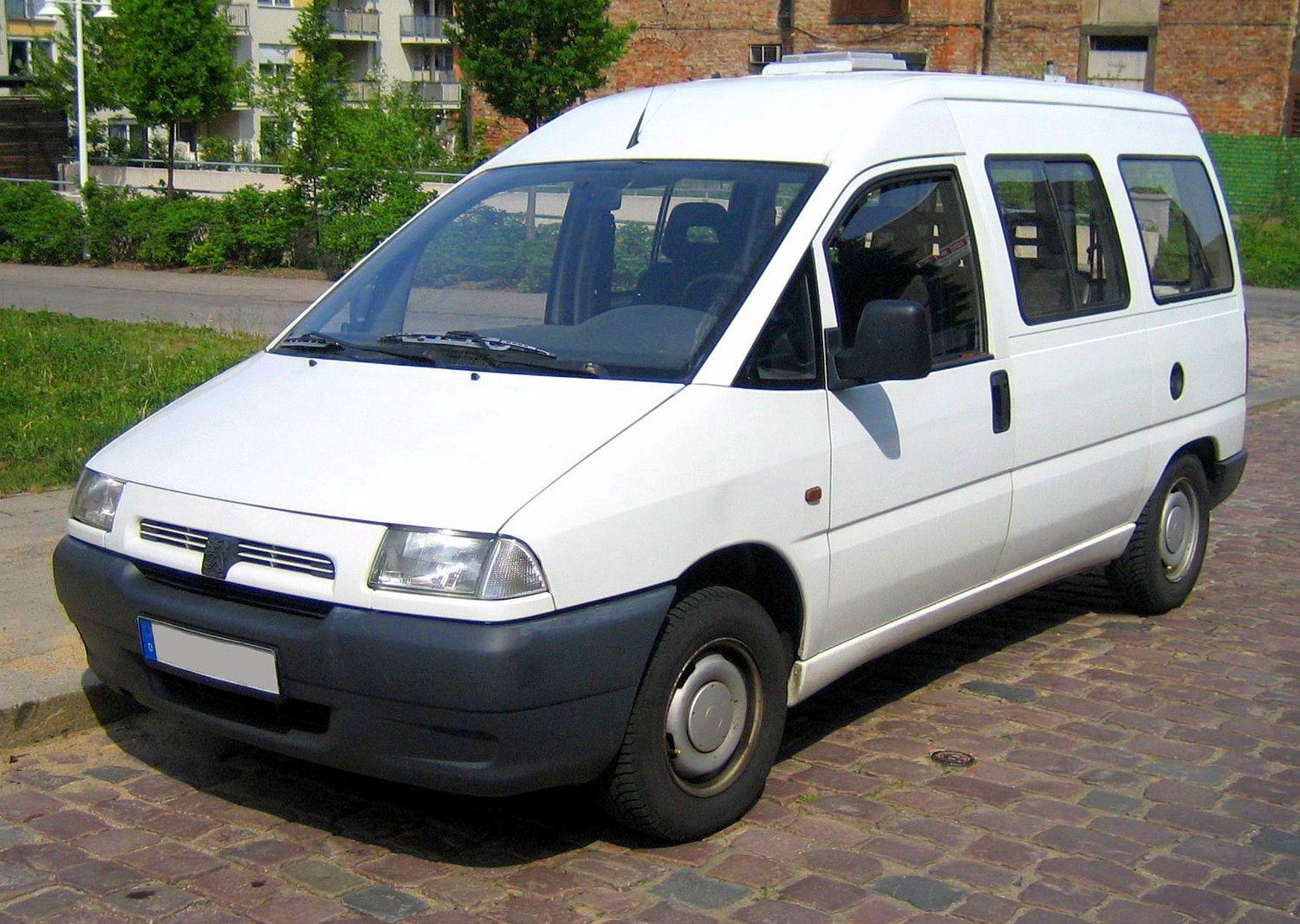
Peugeot Expert.

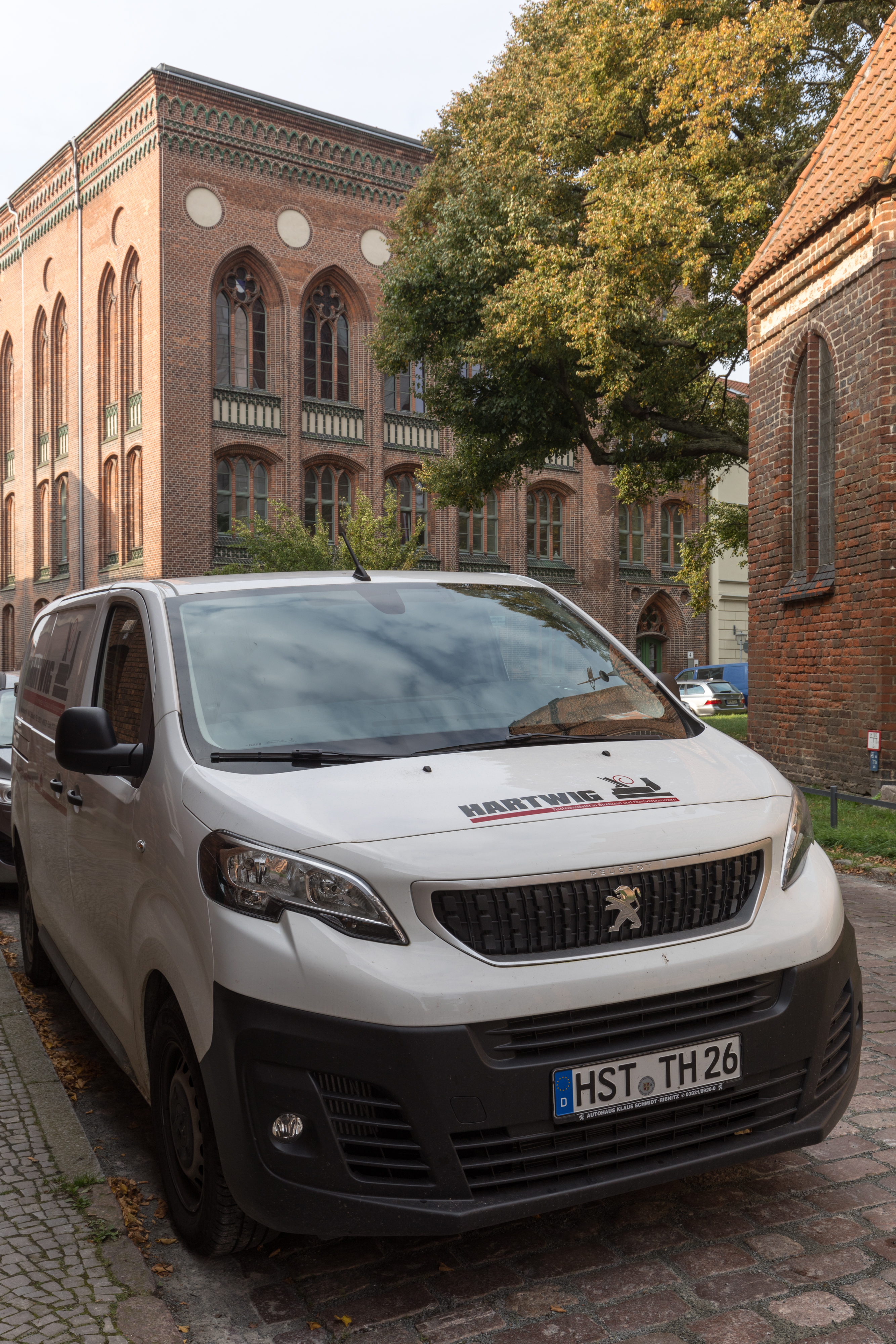
Peugeot Expert III (2016 - ...)

Peugeot Expert är ett nyttofordon som introducerades 1995 och kom till genom ett samarbete mellan Peugeot, Citroën och Fiat. Modellerna Fiat Scudo och Citroën Jumpy är till stora delar identiska med Expert. Modellen finns som täckt skåpbil och som pickup och i Sverige finns den även i ett så kallat Boxlineutförande. Lastvolymen för skåpvarianten är 4-5 m³ beroende på axelavstånd. På vissa marknader finns den också i en minibussvariant med inredd bakdel. Expert genomgick en ansiktslyftning år 2004 och ersattes under hösten 2006.